# Диенчи (Олт)
Диенчи (рум. Dienci) насеље је у Румунији у округу Олт у општини Вултурешти. Oпштина се налази на надморској висини од 263 m.

## Становништво
Према подацима из 2002. године у насељу је живело 658 становника, од којих су сви румунске националности.